# Anna Roos (1855–1927)
Anna Mathilda Roos, född 3 april 1855 i Svea artilleriregementes församling i Stockholm, död 28 juni 1927 i Stockholm, var ledare för Kristna Föreningen av Unga Kvinnor KFUK 1892–1927 och medlem av Vita Bandet, där hon kämpade mot prostitution och för rehabiliteringen av prostituerade. Roos var syster till författaren Mathilda Roos och de instiftade tillsammans Mathilda och Anna Roos stiftelse.